# 西国愛染十七霊場
西国愛染十七霊場（さいこくあいぜんじゅうななれいじょう）は、大阪、兵庫、岡山、京都、滋賀、三重、奈良、和歌山を結ぶ、愛染明王を祀る17箇所の霊場。1993年に設立されたが、2011年に10番札所が変更されている。
河内長野市助役を務めた下休場由晴が手がけた新設巡礼地のひとつで、下休場が同様に手がけた、近畿三十六不動尊霊場、西国薬師四十九霊場、役行者霊蹟札所などと同様に、事務局は河内長野市の同一事務所内にあったが、現在は16番札所の福智院に事務局が置かれている。

## 霊場一覧
| No. | 山号   | 寺院名           | 宗派           | 所在地                       |
| --- | ------ | ---------------- | -------------- | ---------------------------- |
| 1   | 荒陵山 | 勝鬘院           | 和宗           | 大阪府大阪市天王寺区夕陽丘町 |
| 2   | 松泰山 | 東光寺           | 高野山真言宗   | 兵庫県西宮市門戸西町         |
| 3   | 獨鈷山 | 鏑射寺           | 真言宗         | 兵庫県神戸市北区道場町生野   |
| 4   | 摩耶山 | 天上寺           | 摩耶山真言宗   | 兵庫県神戸市灘区摩耶山町     |
| 5   | 再度山 | 大龍寺           | 東寺真言宗     | 兵庫県神戸市中央区再度山     |
| 6   | 上野山 | 須磨寺（正覚院） | 真言宗須磨寺派 | 兵庫県神戸市須磨区須磨寺町   |
| 7   | 恵龍山 | 大聖寺           | 真言宗大覚寺派 | 岡山県美作市作東町大聖寺     |
| 8   | 八幡山 | 東寺             | 東寺真言宗     | 京都府京都市南区九条町       |
| 9   | 北斗山 | 覚性律庵         | 天台宗         | 滋賀県大津市仰木             |
| 10  | 高野山 | 増福院           | 高野山真言宗   | 和歌山県伊都郡高野町高野山   |
| 11  | 遍光山 | 愛染院願成寺     | 真言宗豊山派   | 三重県伊賀市農人町           |
| 12  | 天王山 | 木津寺久修園院   | 真言律宗       | 大阪府枚方市楠葉中之芝       |
| 13  | 勝宝山 | 西大寺           | 真言律宗       | 奈良県奈良市西大寺芝町       |
| 14  | 生駒山 | 宝山寺           | 真言律宗       | 奈良県生駒市門前町           |
| 15  | 槇尾山 | 施福寺           | 天台宗         | 大阪府和泉市槙尾山           |
| 16  | 高野山 | 福智院           | 高野山真言宗   | 和歌山県伊都郡高野町高野山   |
| 17  | 高野山 | 金剛三昧院       | 高野山真言宗   | 和歌山県伊都郡高野町高野山   |

木津寺は本尊が不在の為、西大寺が兼務している。

## 元霊場
下記霊場は都合により霊場会から脱退し、上記の寺院に交代した。
| No. | 山号   | 寺院名        | 宗派         | 所在地               |
| --- | ------ | ------------- | ------------ | -------------------- |
| 10  | 九関山 | 地蔵院 宝蔵寺 | 真言宗御室派 | 三重県亀山市関町新所 |

## 御詠歌
- 勝鬘院 - 愛敬を　授けて衆生を　救はんと　誓や深し　愛染明王
- 東光寺 - 諸厄も　救わせ給う　愛染尊　仏の　妙縁　あらたなりけり
- 鏑射寺 - 百千代に　かけて高鳴る　かぶら矢を　民安かれと　はなつおん寺
- 天上寺 - この寺に　おはすみほとけ　とこしへに　大師のえにし　まことたふとき
- 大龍寺 - 六つの塵　五つの慾も　たちかへり　再度洗う　山の井の水
- 正覚院 - 世にひびく　青葉の笛の　名にぞきく　すまのみ寺の　松風の声
- 大聖寺 - 恵龍の　抱きし玉に　愛染の　慈光床しや　花のみ寺は
- 東寺 - 身は高野　心は東寺　おさめおく　大師の誓い　あらたなりけり
- 覚性律庵 - ありがたや　我が立つ杣の　寺尾山　みのりのそのに　有明けの月
- 増福院 - 今ここに　愛に溢れし　仏あり　福増す寺の　愛染明王
- 愛染院 - 曼陀羅の　遍く光　愛に染め　おろがむ双手に　浄菩提心
- 久修園院 - 法の道　久しく修せば　み仏の　園に入るぞと　聞くも嬉しき
- 西大寺 - さりともと　西の大寺　頼むかな　そなたの願ひ　ともしかりしを
- 宝山寺 - 往昔より　聖僧の住める　生駒山　法の流れは　変わりざりけり
- 施福寺 - みやまじや　ひばらまつばら　わけゆけば　まきのをでらに　こまぞいさめる
- 福智院 - あいぜんの　ふかきちかひや　ふくちゐん　ちえとたからを　さづけたまはる
- 金剛三昧院 - はるばるとこそ　こんごうさんまいの　たふときのりに　あうぞうれしき